# Giel-Courteilles
Giel-Courteilles är en kommun i departementet Orne i regionen Normandie i nordvästra Frankrike. Kommunen ligger i kantonen Putanges-Pont-Écrepin som tillhör arrondissementet Argentan. År 2022 hade Giel-Courteilles 484 invånare.

## Befolkningsutveckling
Antalet invånare i kommunen Giel-Courteilles
| Referens: INSEE |